# Autozam
Autozam war eine Automobilmarke des japanischen Automobilherstellers Mazda aus der Zeit von 1990 bis 1994. Nach 1994 wurden die Fahrzeuge als Mazda AZ vermarktet.
Außerdem gab es eine Verbindung zu Lancia.

## Modellübersicht

### Autozam

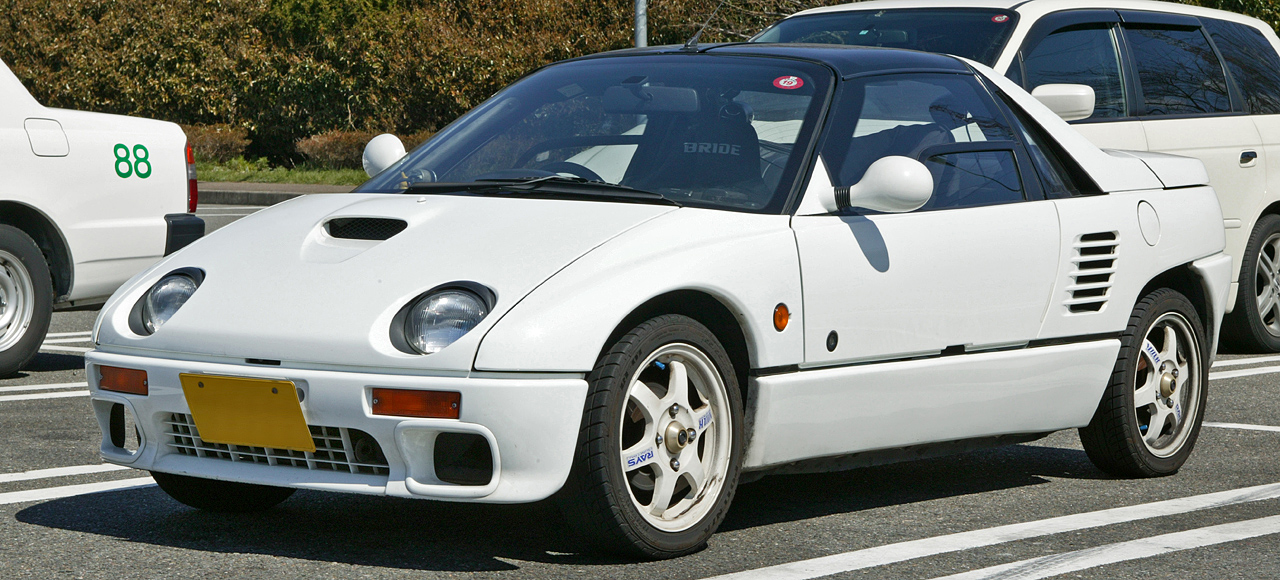
Autozam AZ-1 1992–1994
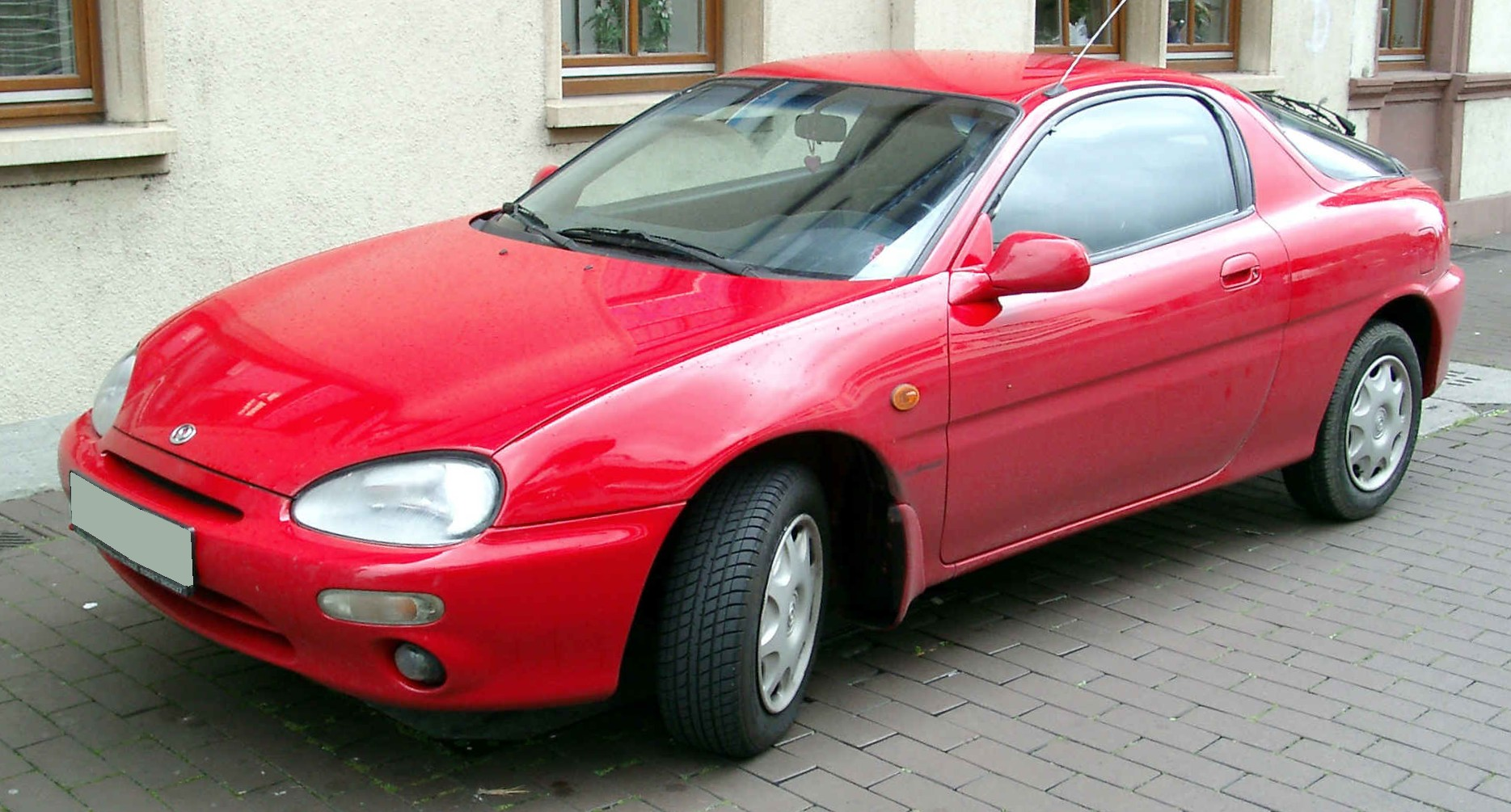
Autozam AZ-3 1991–1994
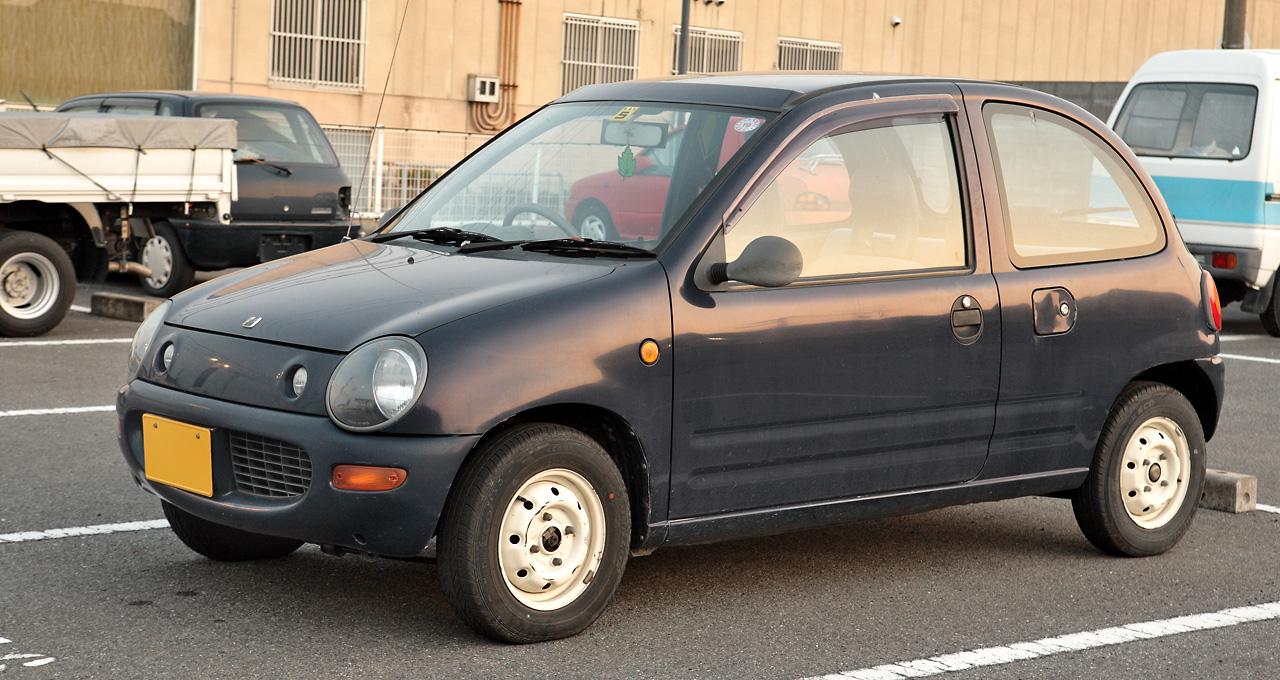
Autozam Carol 1990–1994
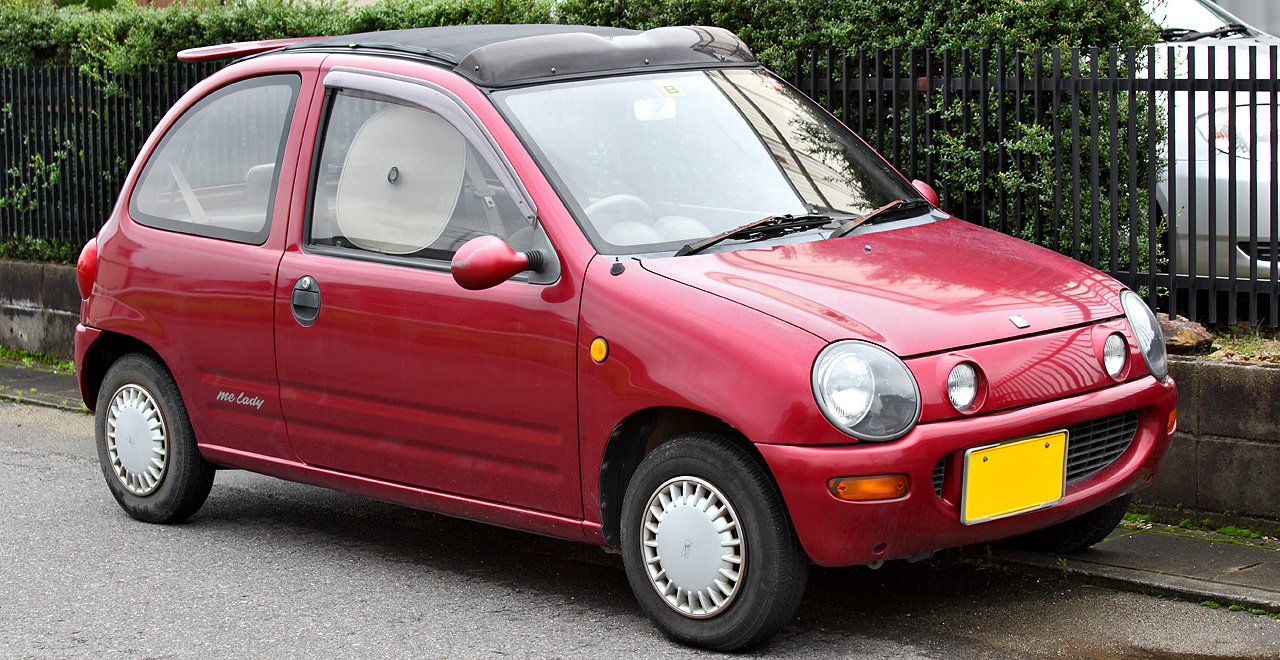
Autozam Carol Canvas Top 1990–1994
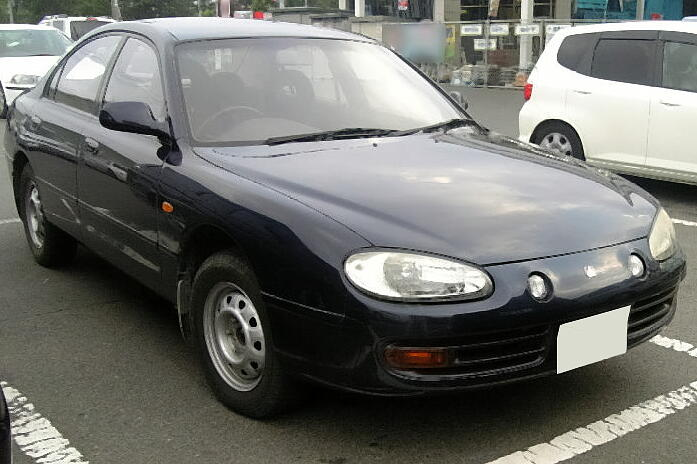
Autozam Clef 1992–1994
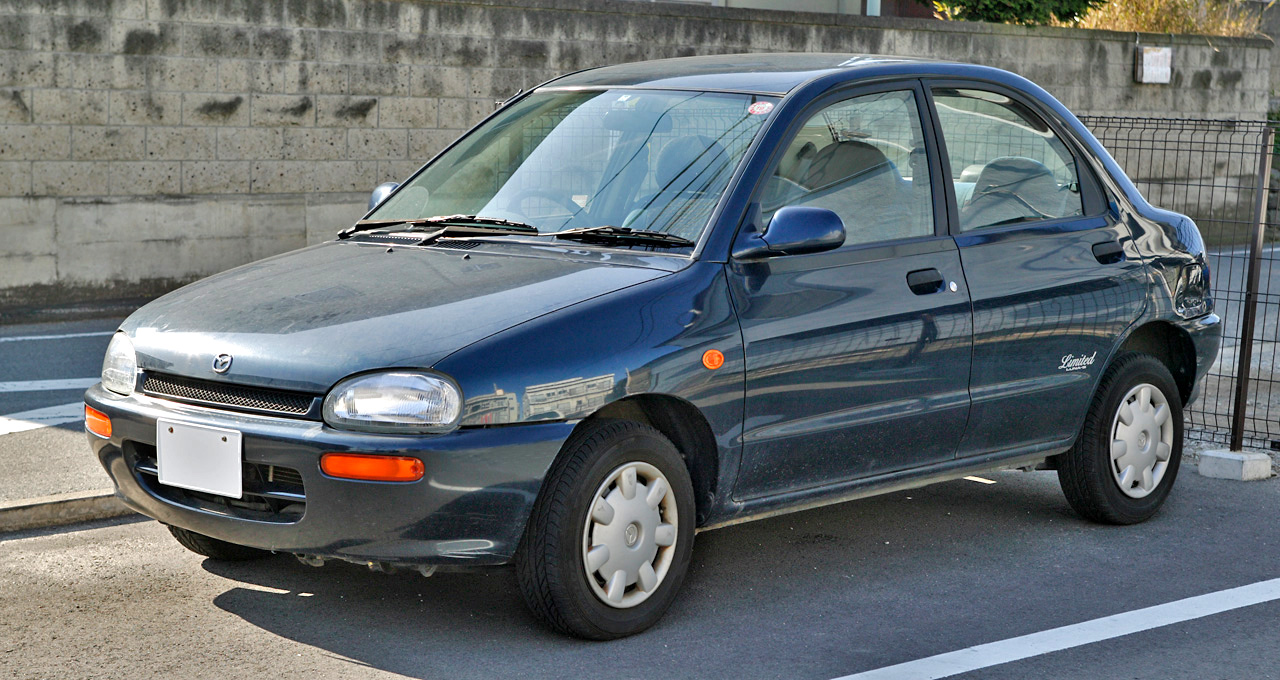
Autozam Revue 1990–1994
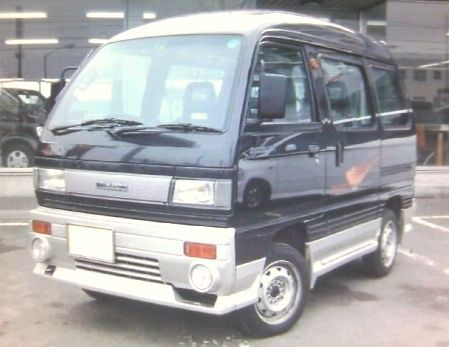
Autozam Scrum 1990–1991
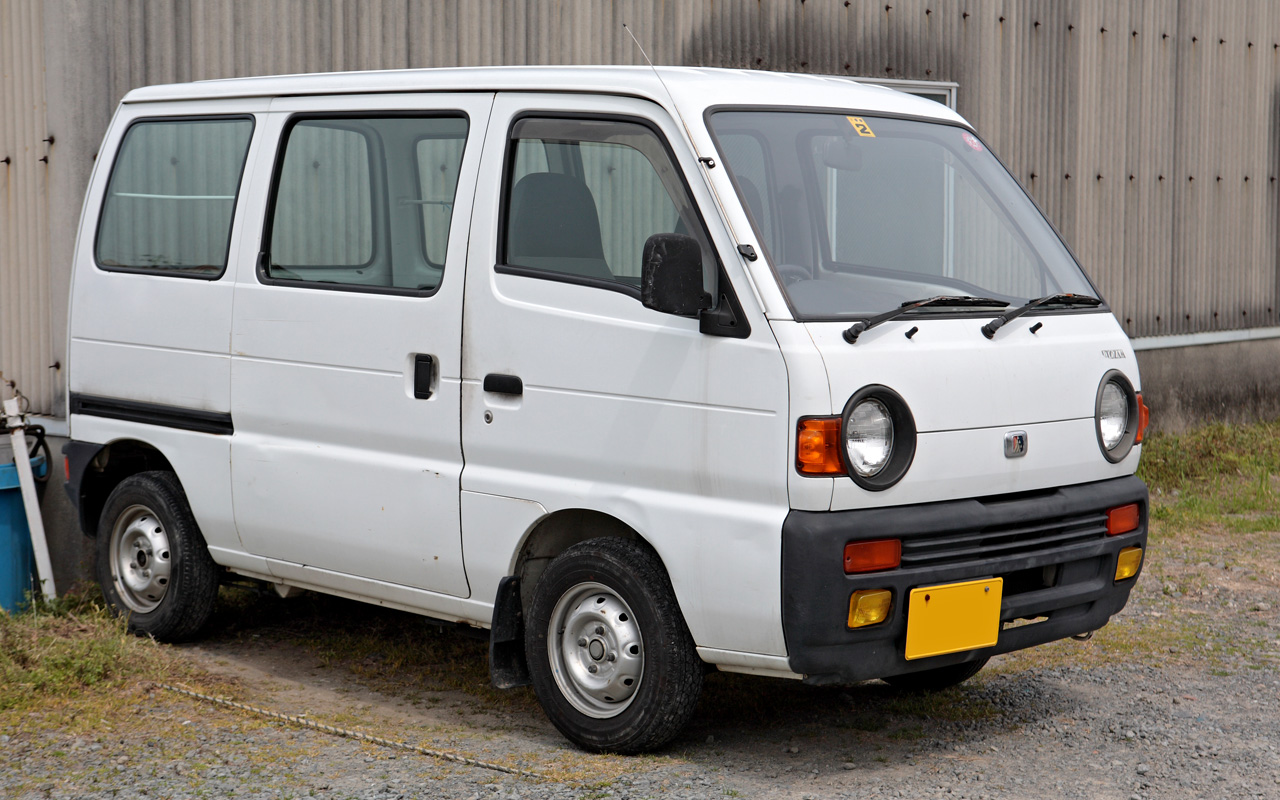
Autozam Scrum 1991–1994

### Importmodelle

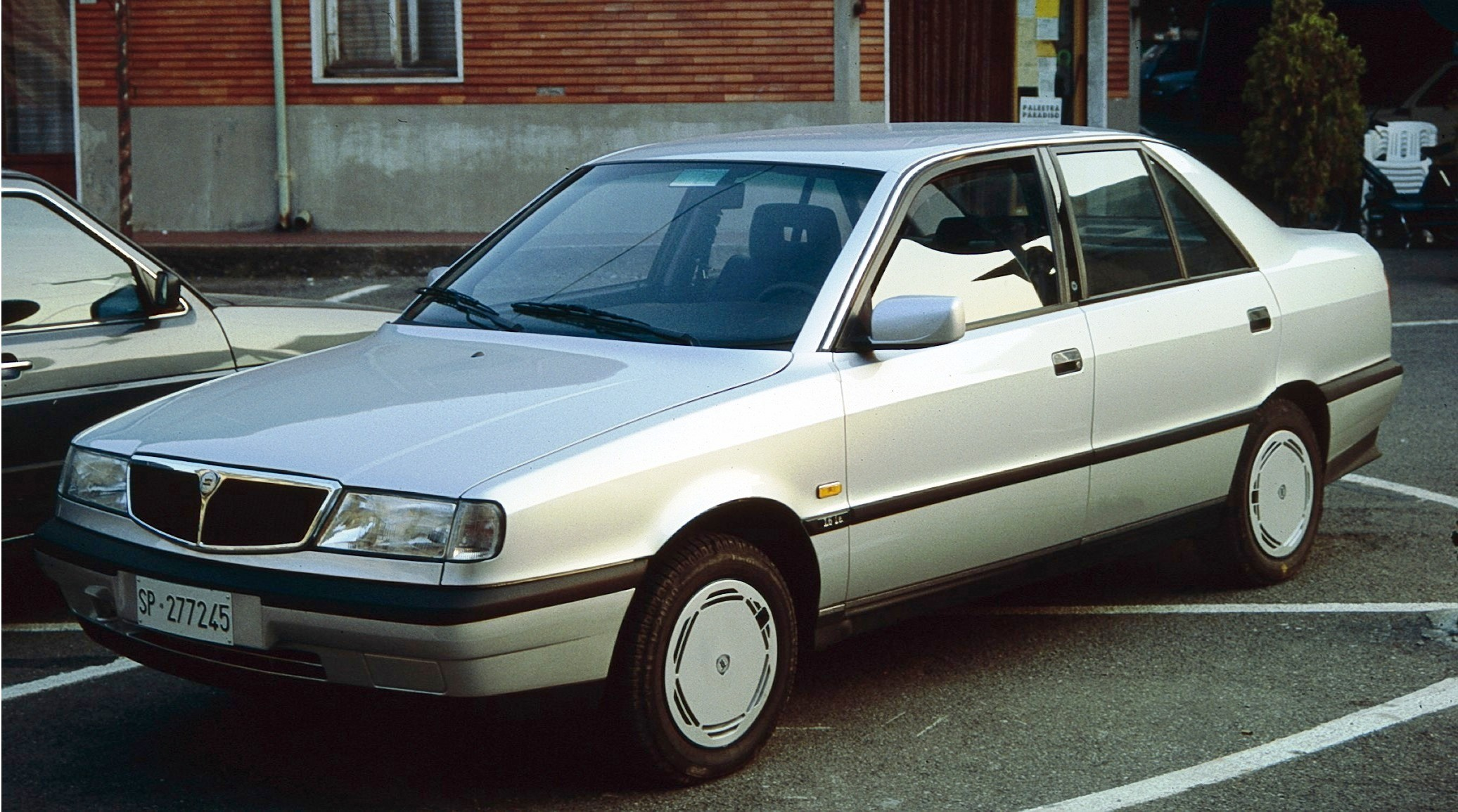
Lancia Dedra 1991–1994
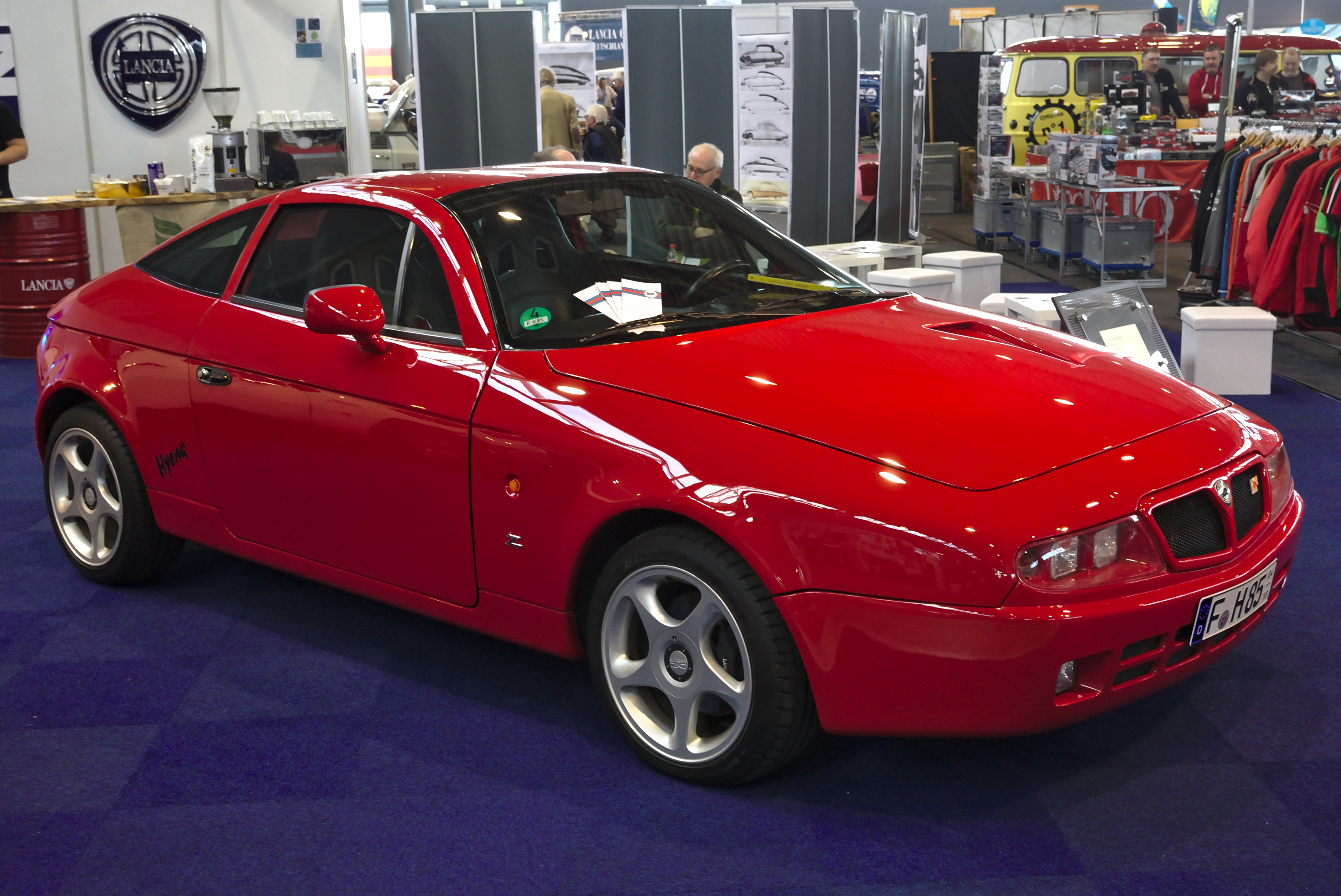
Lancia Delta Hyena 1990
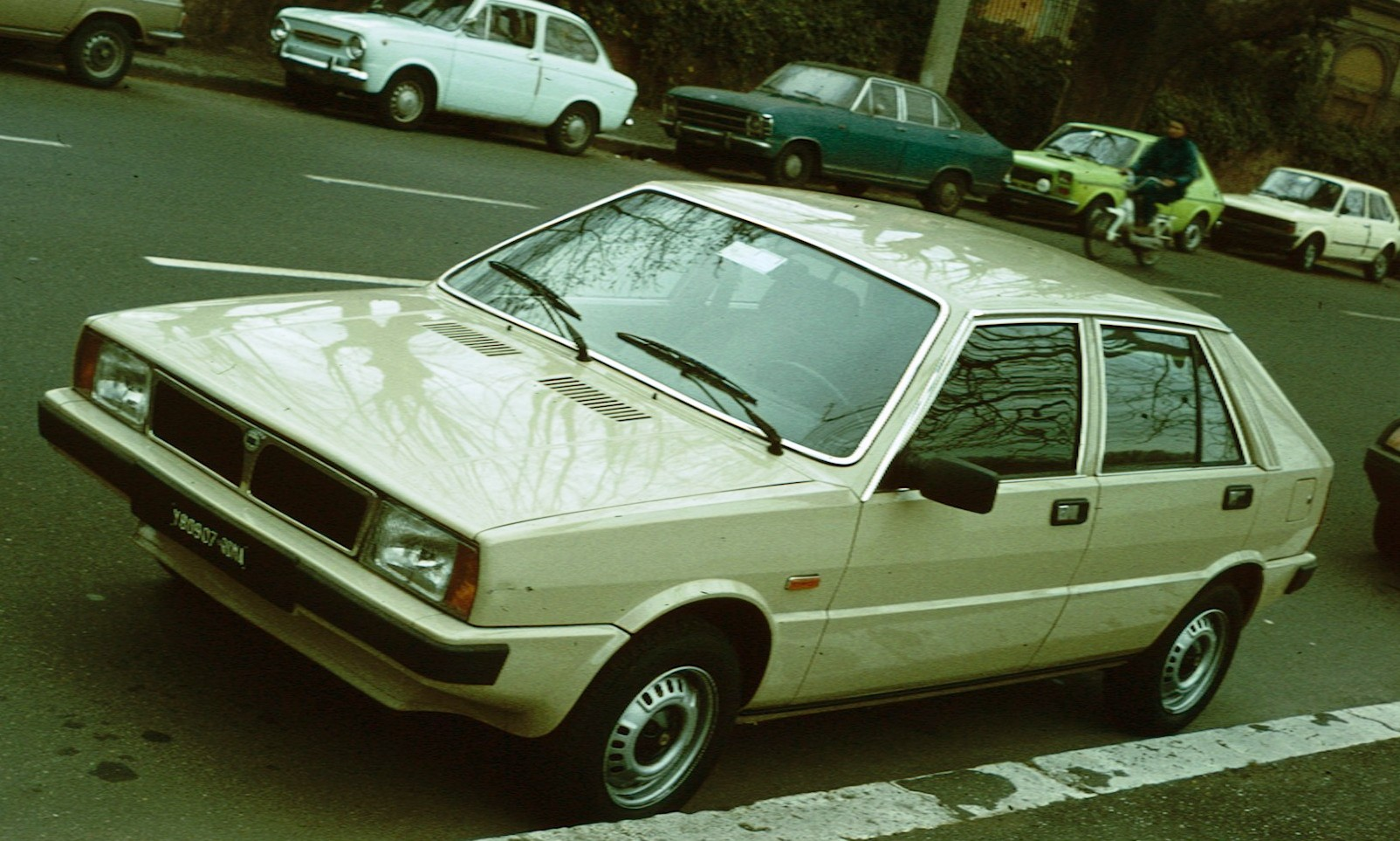
Lancia Delta HF turbo 1992–1993
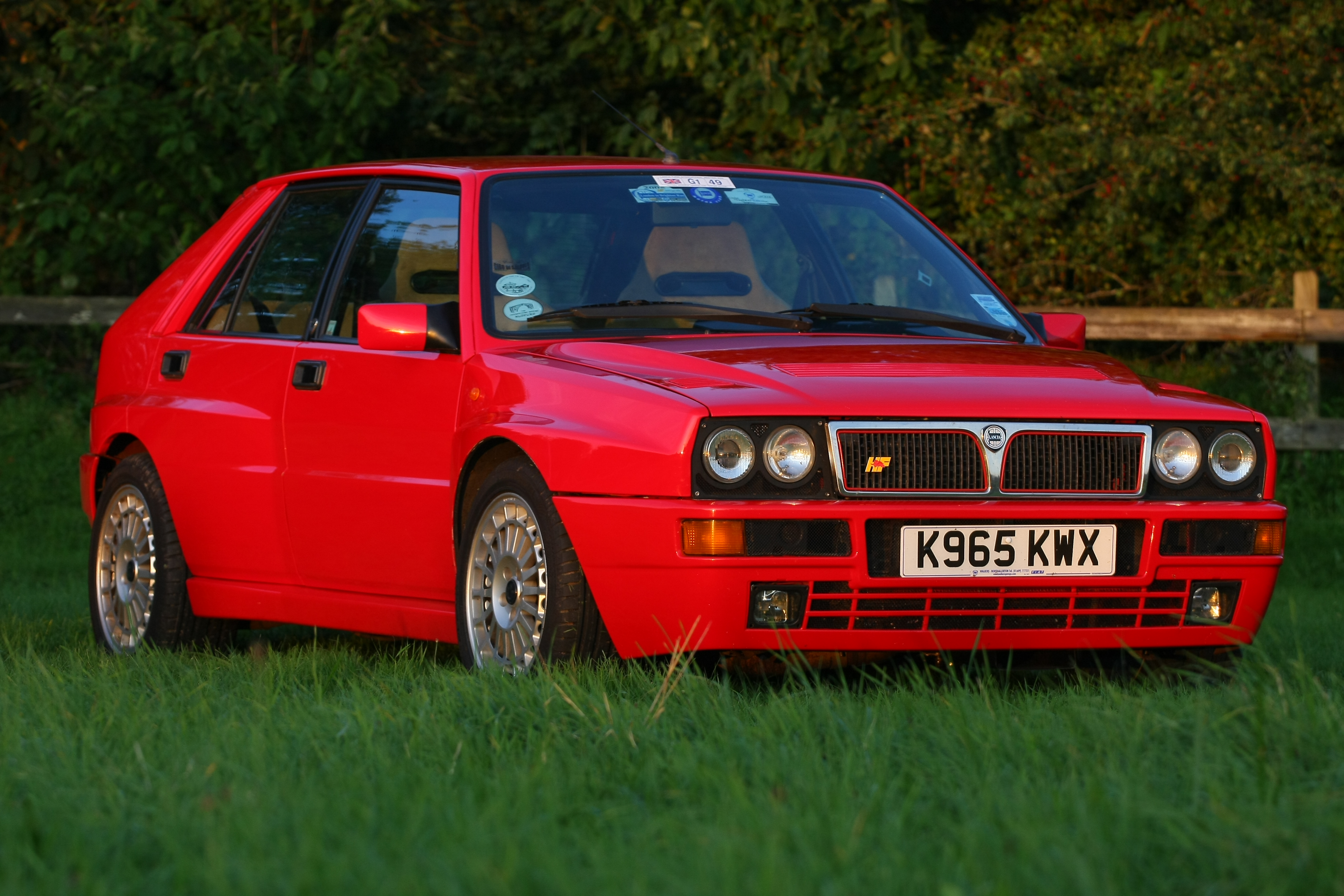
Lancia Delta HF Integrale 1992–1994
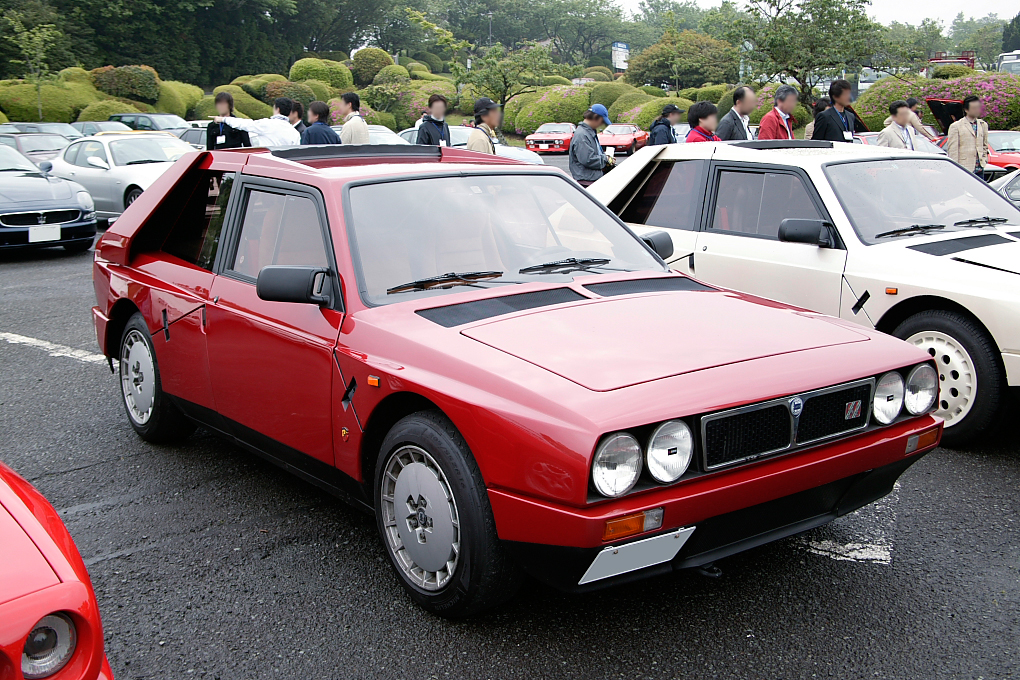
Lancia Delta S4 Stradale 1992–1994
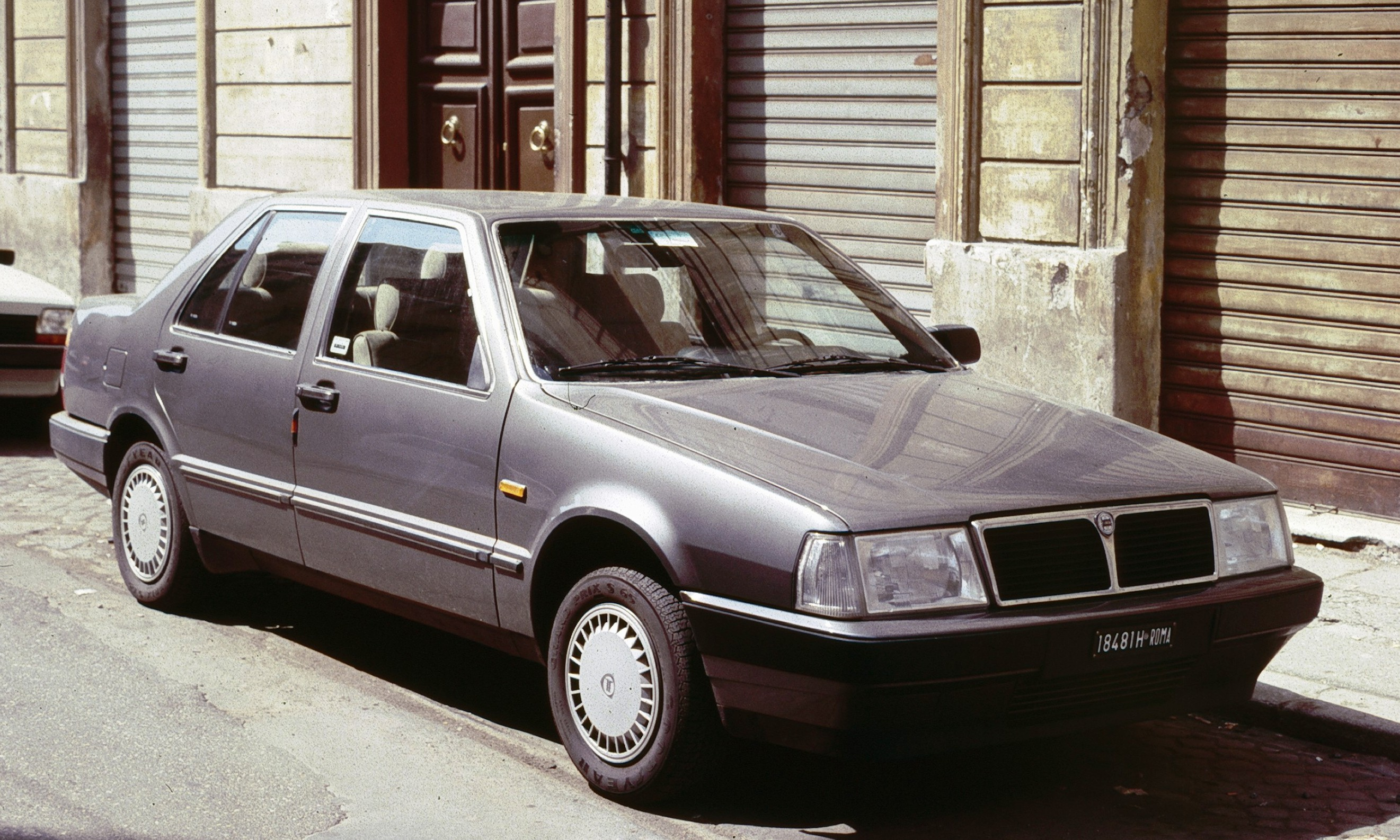
Lancia Thema 1990–1994